# Крутые Хутора
Круты́е Хутора́ — село Липецкого района Липецкой области. Центр Круто-Хуторского сельсовета.
Сложились из нескольких небольших селений, расположенных рядом с крутым склоном (отсюда название).
По ревизским сказкам известно, что в 1835 году в Сырской волости (см. Сырское) была Падовская слобода (см. Пады) с деревней Круто́й Ху́тор. Скорее всего, из села Пады сюда и пришли первопоселенцы.
Сегодня в Крутых Хуторах есть церковь Благовещения, построенная в 1880 году (региональный ).
В 7 км северо-западнее расположено село Частая Дубрава — центр Частодубравского сельского поселения.
В селе родился Герой Советского Союза Павел Кузнецов.

## Население
| 2010 | 2012 |
| ---- | ---- |
| 776  | ↗851 |